# Cornelis Nicolaas Ferdinand van Sas

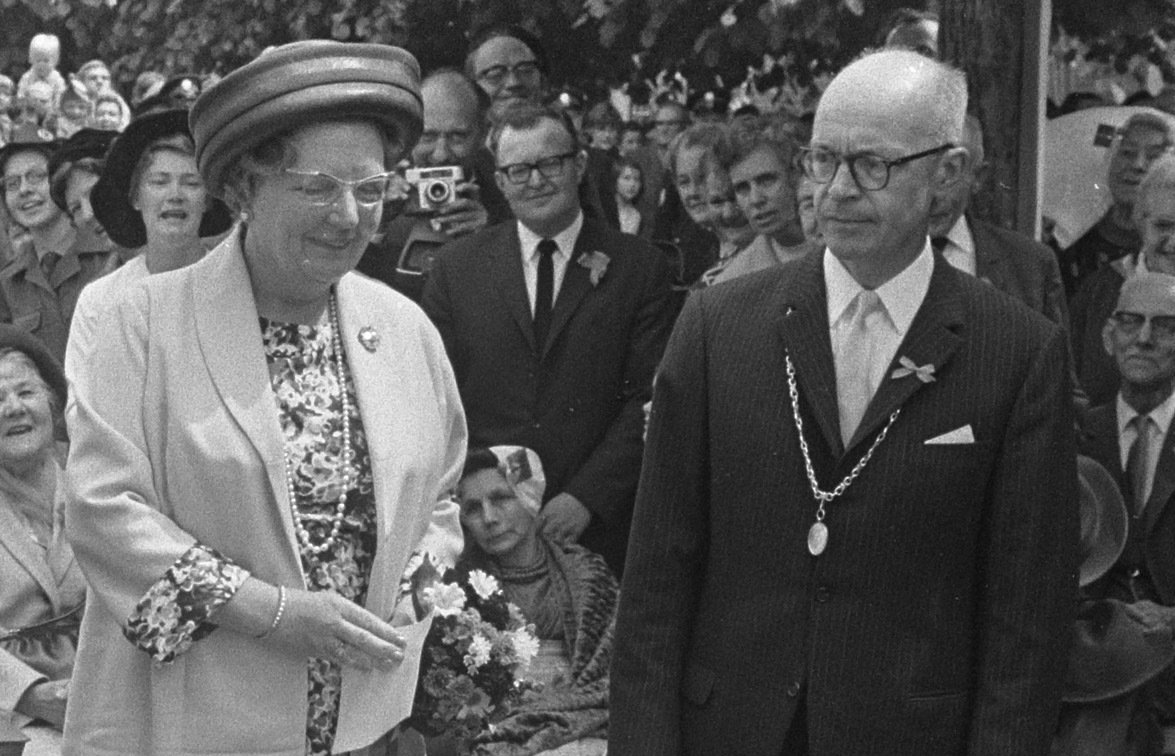
Koningin Juliana met burgemeester C.N.F. van Sas (1967)

Cornelis Nicolaas Ferdinand van Sas (Sint-Maartensdijk, 14 januari 1911 – 20 november 2000) was een Nederlands politicus.
Hij werd op het Zeeuwse eiland Tholen geboren als zoon van Jacobus Anthonie van Sas (1876-1967; zadelmaker) en Anna Johanna van den Hoek (1882-1939). C.N.F. van Sas was volontair bij de gemeente Poortvliet en ging in 1930 als ambtenaar werken bij de gemeentesecretarie van Aalsmeer. Van Sas bracht het daar tot commies-chef en begin 1947 keerde hij terug naar Zeeland om de burgemeester van Wemeldinge te worden. Bij de gemeentelijke herindeling op Zuid-Beveland in 1970 ging Wemeldinge op in de gemeente Kapelle waarmee zijn functie kwam te vervallen. Van Sas overleed in 2000 op 89-jarige leeftijd.
Cornelis van Sas was de vader van de historicus Niek van Sas.